# Вулиця Антоновича (Київ)
Ву́лиця Антоно́вича — вулиця в Голосіївському районі міста Києва, місцевість Нова Забудова. Пролягає від вулиці Гетьмана Павла Скоропадського до Либідської площі.
Прилучаються вулиці Саксаганського, Жилянська, Фізкультури, Ділова, Івана Федорова, провулок Бориса Шахліна, вулиці Лабораторна, Володимиро-Либідська, Німецька, Єжи Ґедройця, Ковпака, Загородня, провулок Руслана Лужевського та бульвар Миколи Міхновського.

## Історія
Вулиця виникла в 30-ті роки XIX століття і складалася з двох вулиць: Кузне́чної (від ковальських майстерень, колись розташованих уздовж неї; проходила між теперішніми вулицями Гетьмана Павла Скоропадського та Івана Федорова) і На́бережно-Ли́бідської (від річки Либідь, що протікає паралельно вулиці Антоновича). У 1909 році обидві вулиці об'єднані під назвою Кузне́чна. У 1913 році на її початку на ділянці між нинішніми вулицями Гетьмана Павла Скоропадського і Саксаганського було облаштовано бульвар.
У березні 1919 році вулиця отримала назву Пролетарська.
1936 року перейменована  на вулицю Горького (назву підтверджено 1944 року), на честь російського письменника Максима Горького.
Під час німецької окупації в 1942-1943 вулиці поверниули історичне найменування — Кузнечна.
23 вересня 2005 року комісія з найменувань та пам'ятних знаків виконавчого органу Київської міської ради ухвалила рішення про підтримання пропозиції про перейменування вулиці Горького на вулицю Антоновича — на честь українського історика, археолога, етнографа Володимира Антоновича, котрий мешкав на цій вулиці в будинку № 40. Однак рішення Київради про перейменування не було прийнято, тобто фактично перейменування не відбулося. Хоча на початку непарної сторони вулиці на окремих будинках з'явилися покажчики з новою назвою (чим внесли додаткову плутанину, бо на парній стороні старі таблички), а Київрада у власних рішеннях вживала як стару назву вулиці, так і нову (або ж обидві одразу).
В травні 2008 року частиною вулиці (на відрізку від вул. Саксаганського до пл. Либідської) було запроваджено односторонній рух.
Сучасна назва на честь українського історика, археолога, етнографа Володимира Антоновича — з 2014 року.

## Пам'ятки історії та архітектури
- буд. № 3, 3-А — прибутковий будинок із флігелем 1911 року. Зведений у стилі модерн архітектором Абрамом Трахтенбергом.
- буд. № 4-6 — житловий Будинок Медінституту та університету  у стилі конструктивізм (1938 року). Архітектор Ф. Я. Лєсковой, співавтор Соломон Венгеровський, за консультації професора Олександра Вербицького.
- буд. № 8 — житловий будинок початку 1910-х років у стилі неоампір. Належав родині Терещенків. Архітектором, який збудував будинок, ймовірно, є Павло Голландський.
- буд. № 9 — прибутковий будинок початку 1910-х років. Належав домовласнику Фрідріхові Міхельсону.
- буд. № 14 і 14-Б — садиба початку XX століття. Побудована архітектором Андрієм Крауссом у стилі модерн.
- буд. № 17 — прибутковий будинок у стилі модерн (початок XX століття)
- буд. № 20, 20-Б, 20-В, 20-Г — садиба 1911 року, у стилі модерн. Побудована за проектом, ймовірно, Ф. М. Олтаржевського.
- буд. № 23, 23-Б, 23-В — садиба Кучера, зведена у 1899–1900 роках за проектом архітектора Володимира Ніколаєва. Головний будинок зведений у стилі ренесанс, флігелі — у цегляному стилі. Садиба належала будівнику-підряднику Льву Кучерову (справжнє ім'я — Лейба Кучер).
- буд. № 24 — прибутковий будинок початку XX століття. Належав власнику будівельної контори Лейзеру Гугелю.
- буд. № 26/26 — житловий будинок у стилі модерн (1911).
- буд. № 32 — житловий будинок, зведений архітектором Андрієм Крауссом у 1877 році в стилі ренесанс.
- буд. № 38-А — житловий будинок у еклектичному стилі (початок XX століття).
- буд. № 44 — прибутковий будинок 1909–1910 років. Зведений архітектором Абрамом Трахтенбергом у стилі модерн. Північну частину будинку займало жіноче училище Л. Володкевич. З 1990-х років будівля стояла занедбаною і поступово руйнувалася. У 2013 році будівлю було виключено з реєстру для зносу[10]. Але ще в жовтні 2012 року будинок було зруйновано під зведення готельного комплексу «Асторія»[11].
- буд. № 48 — прибутковий будинок кінця XIX століття в еклектичному стилі з елементами ренесансу.
- буд. № 64/16 — житловий будинок 1910 року у стилі пізній модерн. Архітектор Валеріяном Риков. Реконструйовано в 2010-х роках.
- буд. № 69 — будинок єврейського училища. Зведений у 1903–1904 роках архітектором Адольфом Мінкусом у стилі історизм. Фінансували будівництво цукрозаводчики Бродські. У 1944 році будинок передано Інститутові електрозварювання.

## Пам'ятники та меморіальні дошки
- буд. № 10 — меморіальна дошка Олександрові Байбакову, який проживав у цьому будинку в 1948–1976 роках. Відкрита 13 липня 2001 року.
- буд. № 19-21 — меморіальна дошка на честь академіка Василя Комісаренка, який жив у цьому будинку з 1951 по 1993 рік. Виготовлена у вигляді бронзового барельєфу.
- буд. № 24 — меморіальна дошка Юрієві Бернадському, який жив у цьому будинку в 1986–2006 роках.
- буд. № 69 — меморіальна дошка Євгенові Патону, який працював у цьому будинку в 1944–1953 роках. Відкрито 28 грудня 1953 року, архітектор Ісроель Шмульсон. Дошку замінено в січні 1981 року; скульптор Олександр Скобліков, архітектор Костянтин Сидоров.
- буд. № 69 — меморіальна дошка на честь професора Арсенія Макари, який керував відділом у інституті ім. Є. О. Патона в 1949–1975 роках. Виготовлена з мармуру, відкрита в 1986 році.
- буд. № 69 — меморіальна дошка на честь професора Володимира Труфякова, який керував відділом у інституті ім. Є. О. Патона в 1963–2000 роках. Виготовлена у вигляді гранітного портрету.

Також на фасаді корпусу Київського заводу металивих виробів (№ 50) було встановлено меморіальну дошку на місці загибелі в 1918 році Захара Письменного (1896–1918), металоткача, робітника заводу. Мармурову дошку було відкрито 1965 року, 1983 року її замінили на бронзову, роботи архітектора О. І. Герасименка. Ймовірно, після закриття заводу і відкриття на його місці торговельно-розважального комплексу, дошку було втрачено. Також на фасаді корпусу висіла меморіальна дошка на честь нагородження заводу Почесною грамотою Президіуму Верховної Ради УРСР. Відкрита у 1965 році, втрачена.
На території інституту ім. Є. О. Патона встановлено пам'ятний знак на честь співробітників інституту, які в роки Великої Вітчизняної війни, перебуваючи в евакуації в місті Нижній Тагіл, працювали на танковому заводі.

### Зображення

Меморіальна дошка на честь Олександра Байбакова
Меморіальна дошка на честь Юрія Бернадського
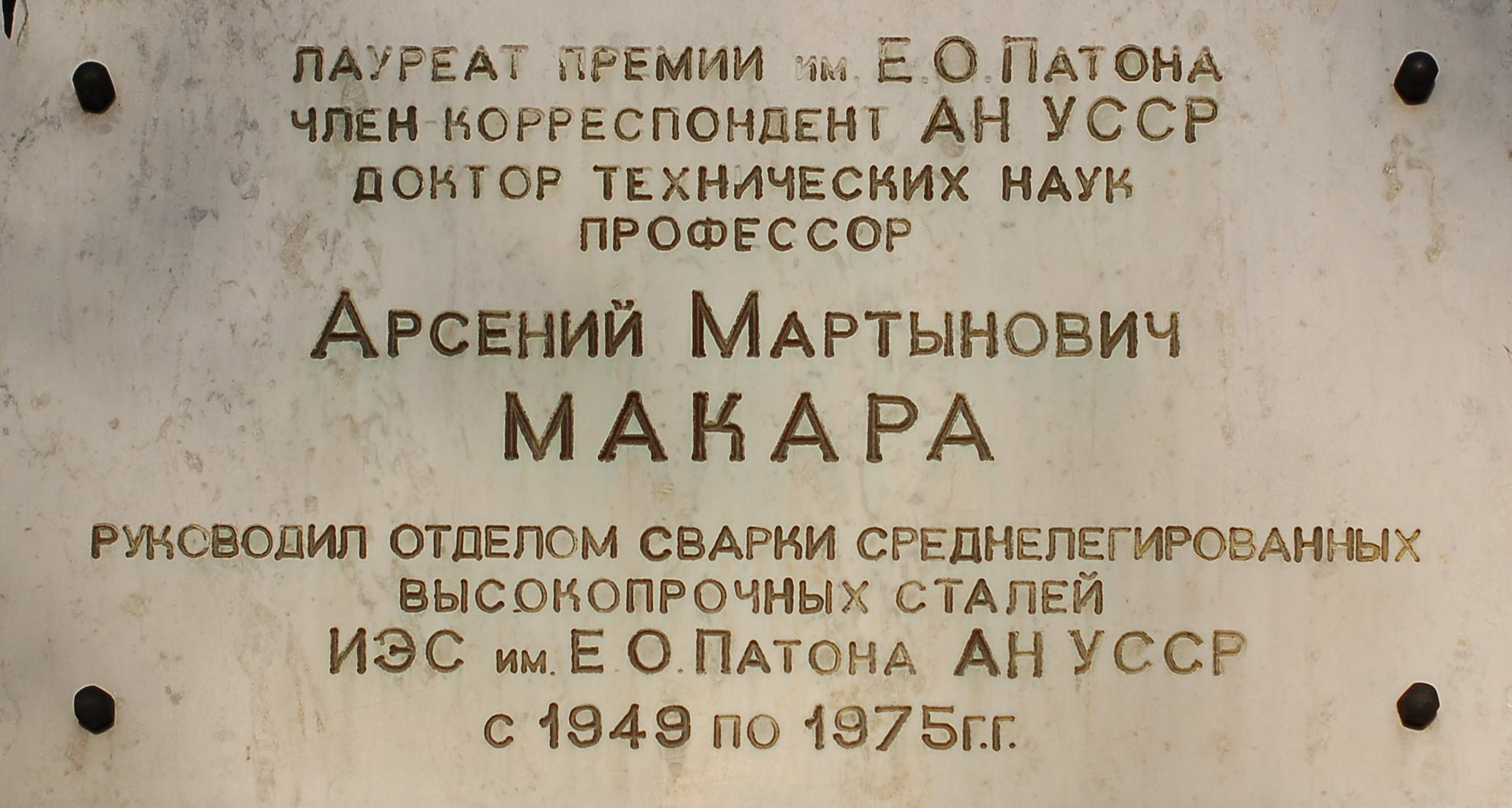
Меморіальна дошка на честь Арсенія Макари
Меморіальна дошка на честь Євгена Патона
Меморіальна дошка на честь Володимира Труфякова
Меморіальна дошка на честь Володимира Підгаєцького

## Персоналії
У будинку № 3 в 1910-х роках містилося училище М. Хорошилової, де навчався майбутній письменник Віктор Некрасов і працював вчений Володимир Щербина. Також у цьому будинку проживав фізик-теоретик, академік АН УРСР Олександр Давидов (1964–1988).
У будинку № 4-6 у 1941–1942 роках містилася конспіративна квартира групи Івана Кудрі, до початку 1940-х років тут проживав художник Федір Кричевський, у 1945–1950 роках — геолог і палеонтолог, академік АН УРСР Борис Чернишов, у 1950-х роках у рідних зупинявся кінорежисер Олександр Довженко.
У будинку № 14 проживали акушер-гінеколог, професор Вищих жіночих курсів Георгій Брюно (1910-ті роки), філософ, правознавець, сенатор і академік УАН Богдан Кістяковський (1917–1919 роки), у 1900-х роках — професор-фармаколог Юлій Лауденбах і хірург Павло Морозов.
У садибі під № 20 у 1910-х роках проживали лікар та громадський діяч Лев Войтоловський і ректор Київського університету Євген Спекторський.
У будинку № 23 у 1914–1916 роках мешкав композитор Рейнгольд Глієр, у будинку № 24 — геолог, доктор геолого-мінералогічних наук Михайло Доброхотов, у будинку № 26 — історик, академік АН УРСР Арнольд Шлепаков (1967–1999), у будинку № 38-А — письменник Віктор Некрасов (1944–1950). У будинку № 44 містилося жіноче училище Людмили Володкевич, де викладав літературознавець і громадський діяч Григорій Александровський.
У Єврейськом училищі (вул. Антоновича, 69) навчався художник Зіновій Толкачов. Після передачі будівлі Інституту електрозварювання, в ній працювали засновник інституту Євген Патон, член-кореспондент АН УРСР Борис Касаткін, член-кореспондент АН УРСР Арсеній Макара, член-кореспондент АН УРСР Костянтин Хрєнов. У будинку розташований робочий кабінет-музей Є. О. Патона.
У квартирі № 19 будинку № 107 у 1917–1923 роках жив поет Павло Тичина. У будинках № 64/16 та 97 у різні роки мешкав поет Олександр Олесь (Олександр Кандиба).

## Установи та заклади

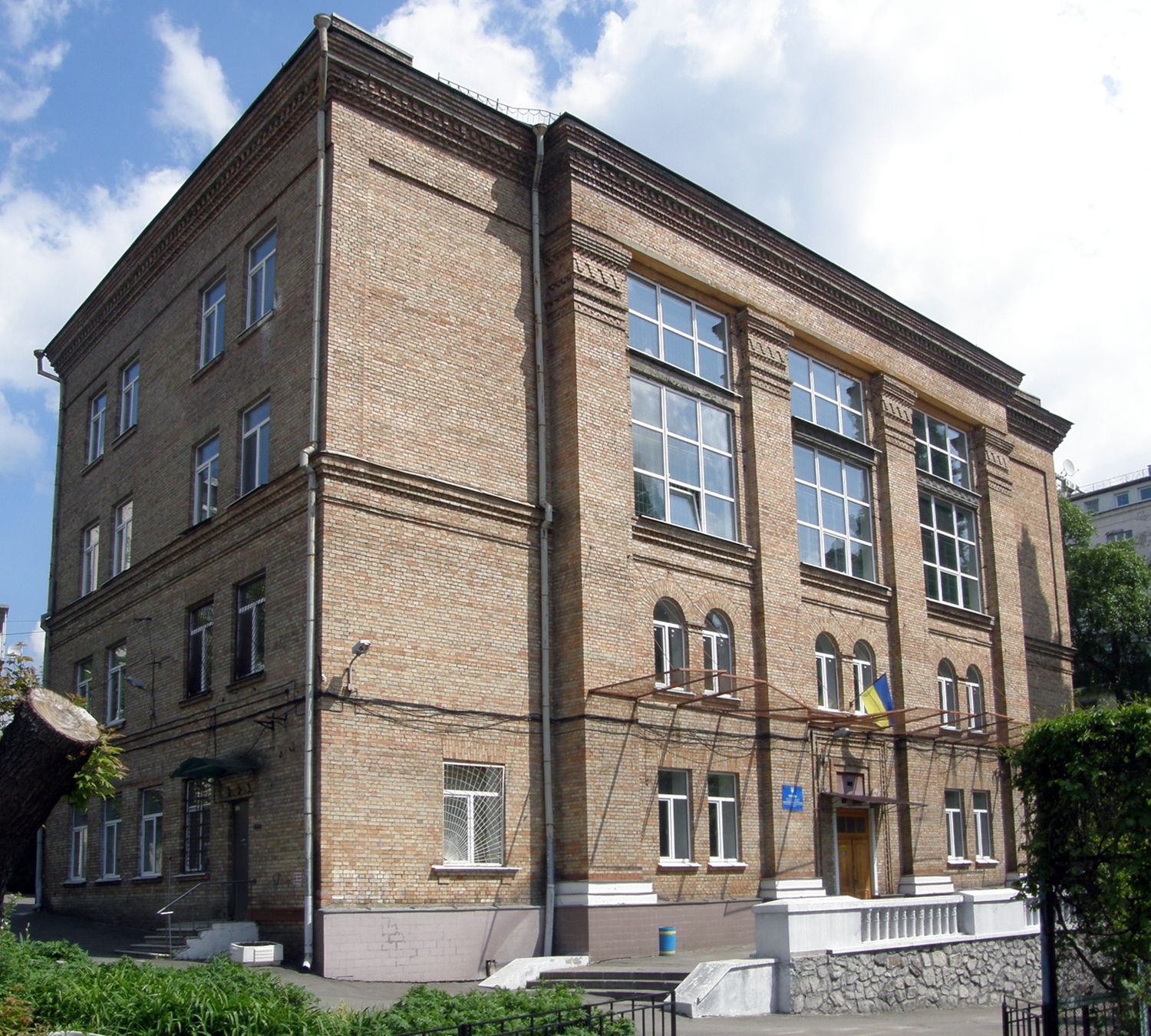
школа № 87, типовий проєкт № 34

- Комітет з державних премій України в галузі науки і техніки (буд. № 51)
- Музична школа № 1 ім. К. Стеценка (буд. № 19-б)
- Загальноосвітня школа № 37 (буд. № 130/17)
- Загальноосвітня школа № 87 ім. О. Довженка (буд. № 4/6)
- Бібліотека Голосіївського району ім. В. Симоненка (буд. № 25)
- Державна науково-технічна бібліотека України (буд. № 180)
- Державний комітет України з питань технічного регулювання та споживчої політики (буд. № 174)
- Український інститут науково-технічної та економічної інформації МОН України (буд. № 180)
- Книгарня Readeat (буд. № 50)
- ВАТ «Укрексімбанк», головний офіс (буд. № 127)

## Вулиця у мистецтві
У поета Павли Тичини є цикл віршів «Вулиця Кузнечна», названий на честь вулиці, на якій поет проживав до 1923 року. Неодноразово вулиця згадується у творах Віктора Некрасова.

## Цікаві факти
У Поліцейському сквері, біля перехрестя з вулицею Івана Федорова, зберігся один з чотирьох так званих малих фонтанів Термена.

## Зображення

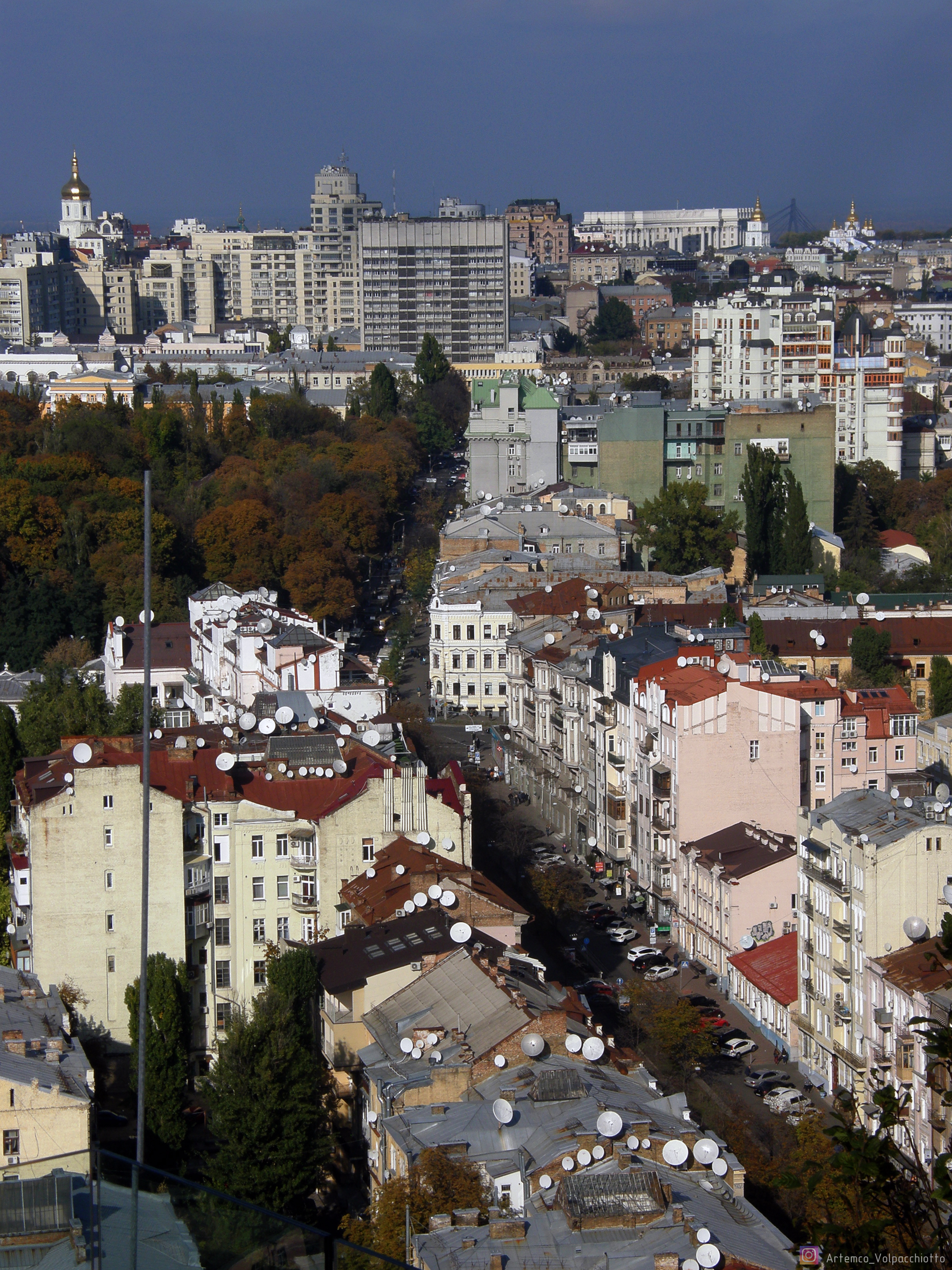
від бульвару на північ разом із вулицею Терещенківською
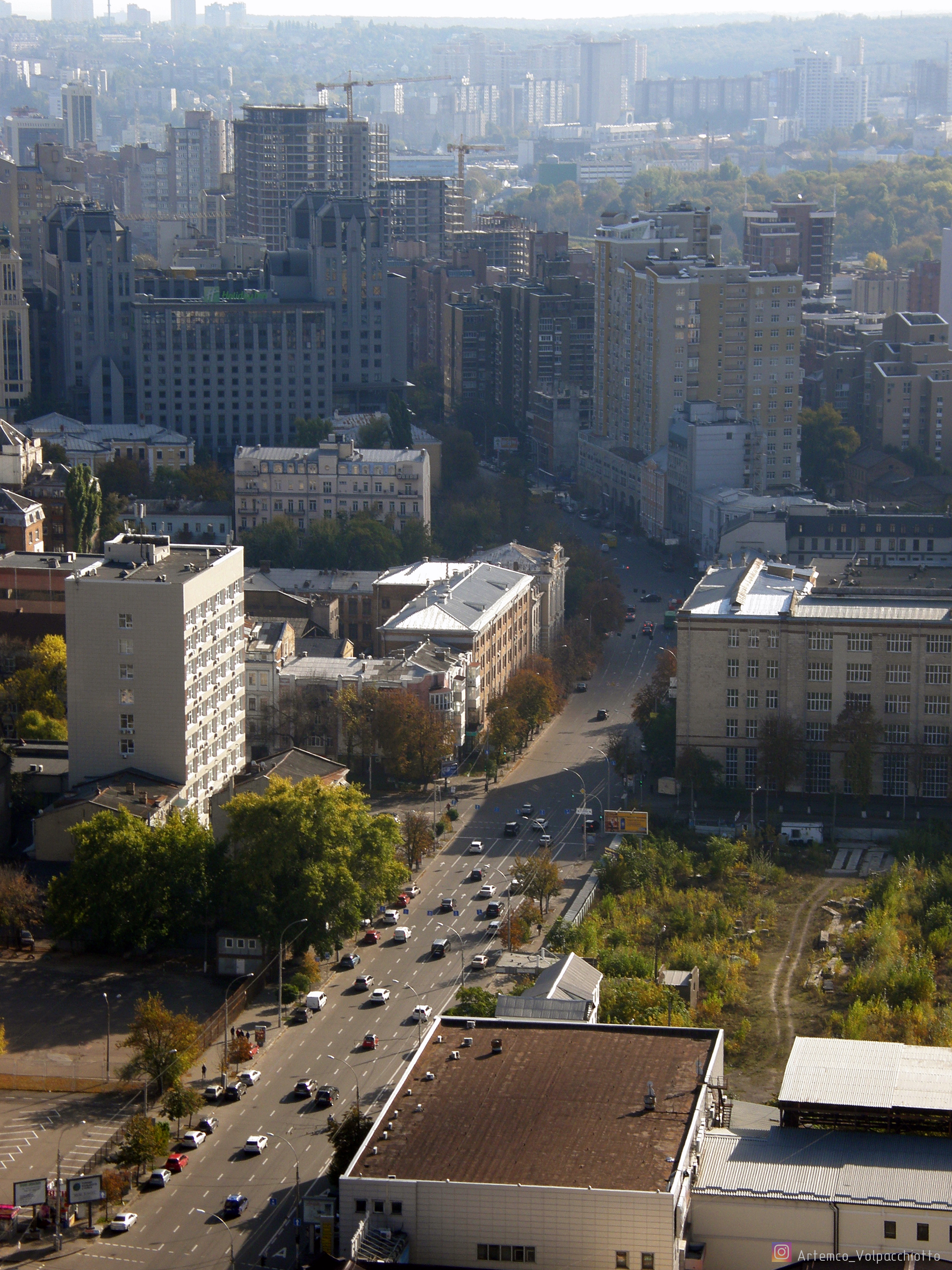
від вулиці Фізкультури на південь
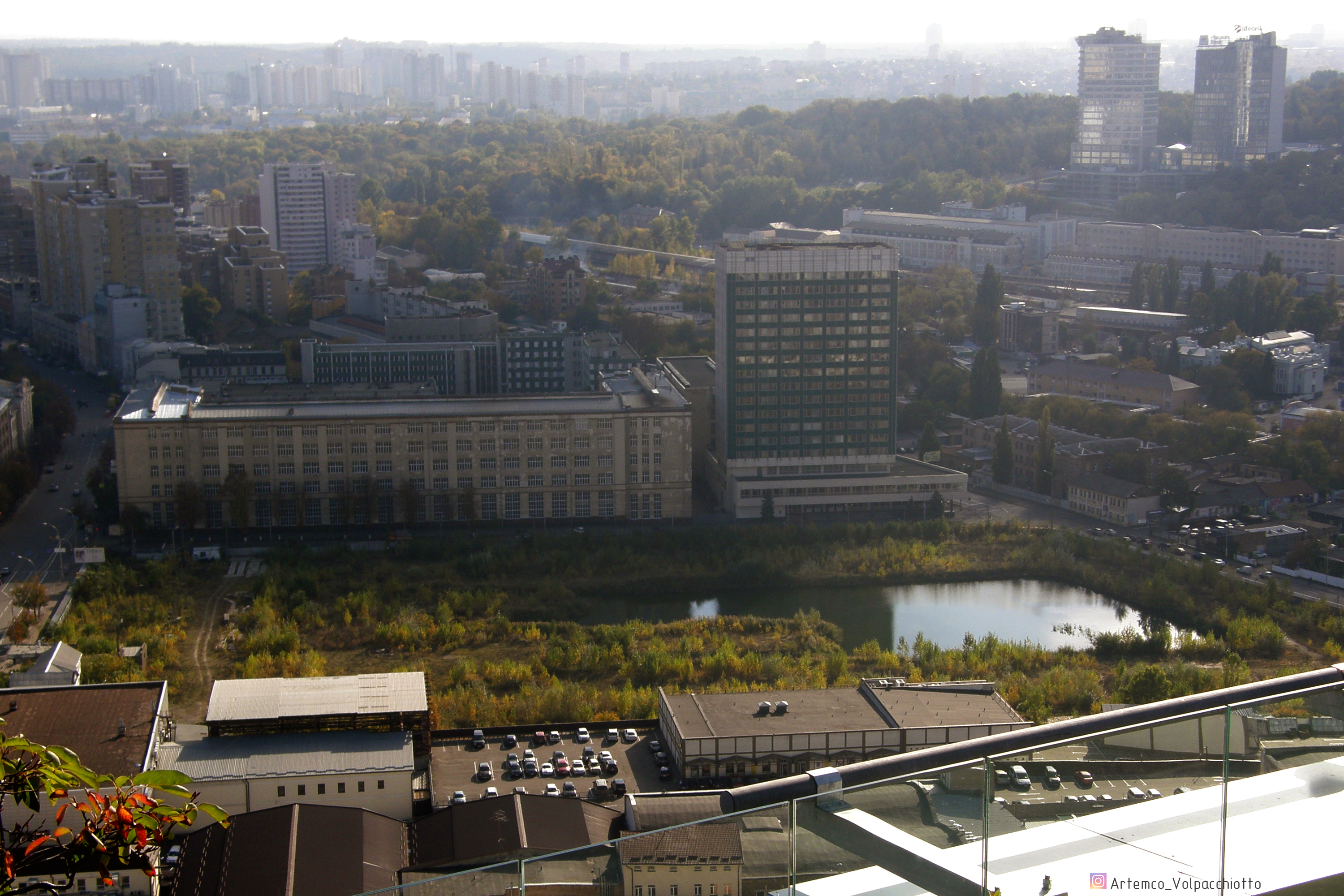
Пустир на місці колишнього трамвайного депо ім. Шевченка (№ 54), за ним корпуси Інститута електрозварювання ім. Патона (№ 56)
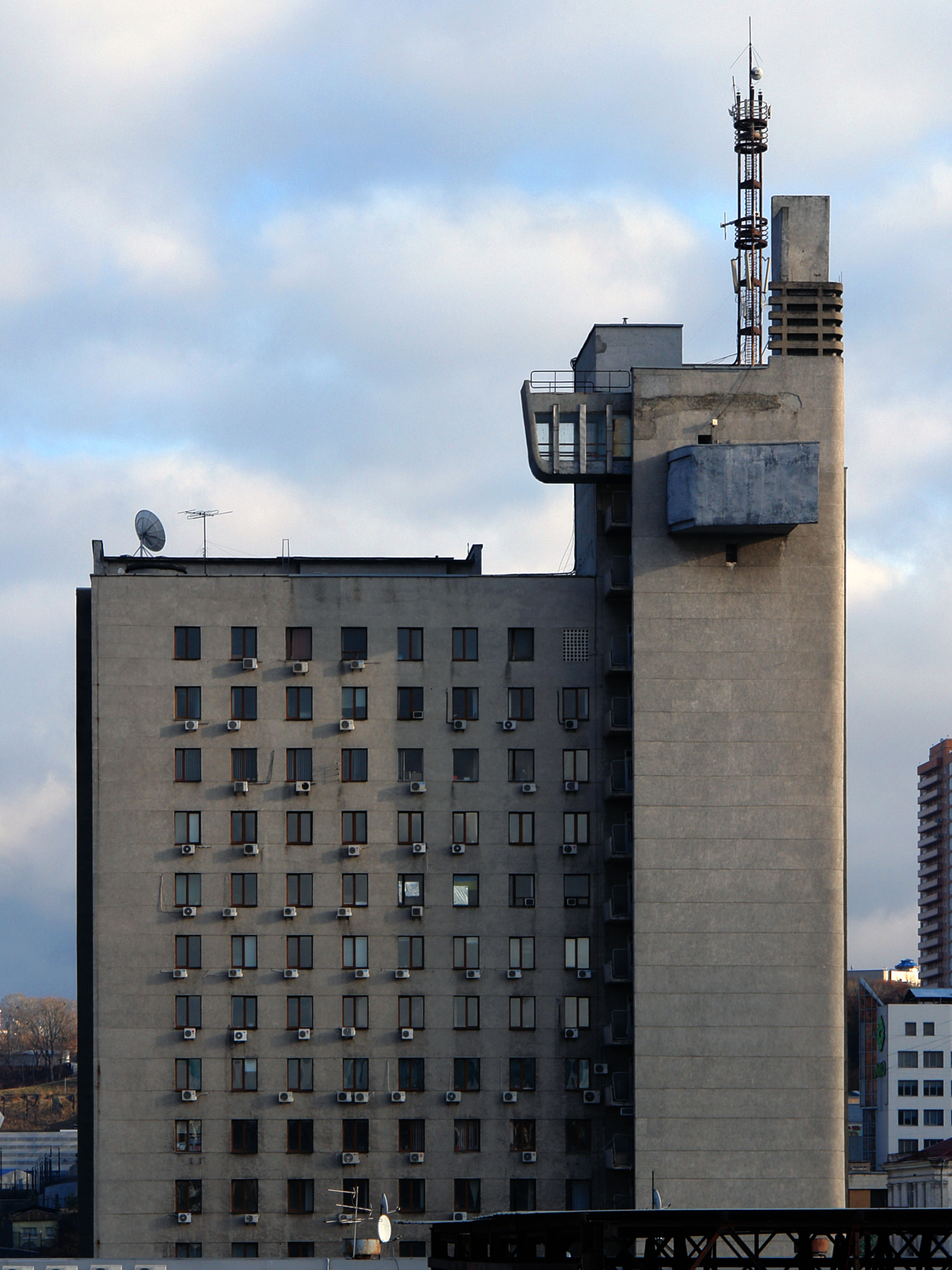
Будівля Укравтодору (№ 59)